# Catedral de San Lorenzo (Lugano)
La catedral de San Lorenzo (en italiano: Cattedrale di San Lorenzo) es una catedral católica en Lugano, Tesino, al sur de Suiza. Fue fundada en la Alta Edad Media, pero reconstruida en el siglo XV, con la fachada terminada en 1517. Es la sede de la diócesis de Lugano, y está dedicada a San Lorenzo de Roma .
La iglesia es conocida en este sitio desde el 818. En el 1078 se construyó como una Colegiata, convirtiéndose en una catedral en 1888. El edificio románico original fue orientado en sentido contrario a la actual iglesia, como lo demuestran los restos del ábside descubiertos bajo el actual edificio. En el siglo XV la iglesia fue ampliada y la entrada se trasladó a la actual posición, mientras que el techo abierto estaba cubierto por un techo abovedado.
Hubo una amplia renovación entre 1905 y 1910, cuando se derribaron algunas capillas barrocas y el interior recibió frescos de Ernesto Rusca. 

## Galería de imágenes

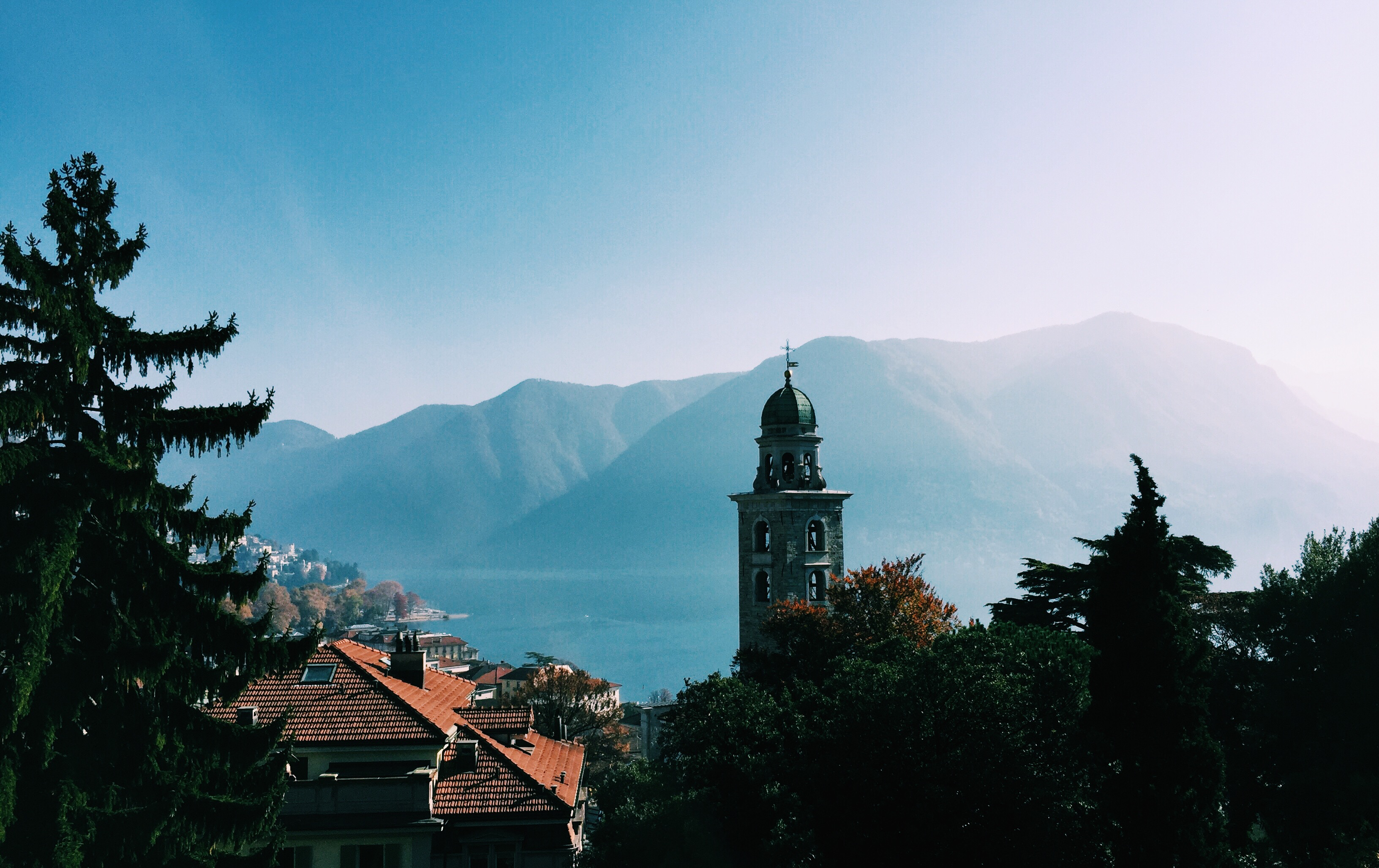
Vista lejana
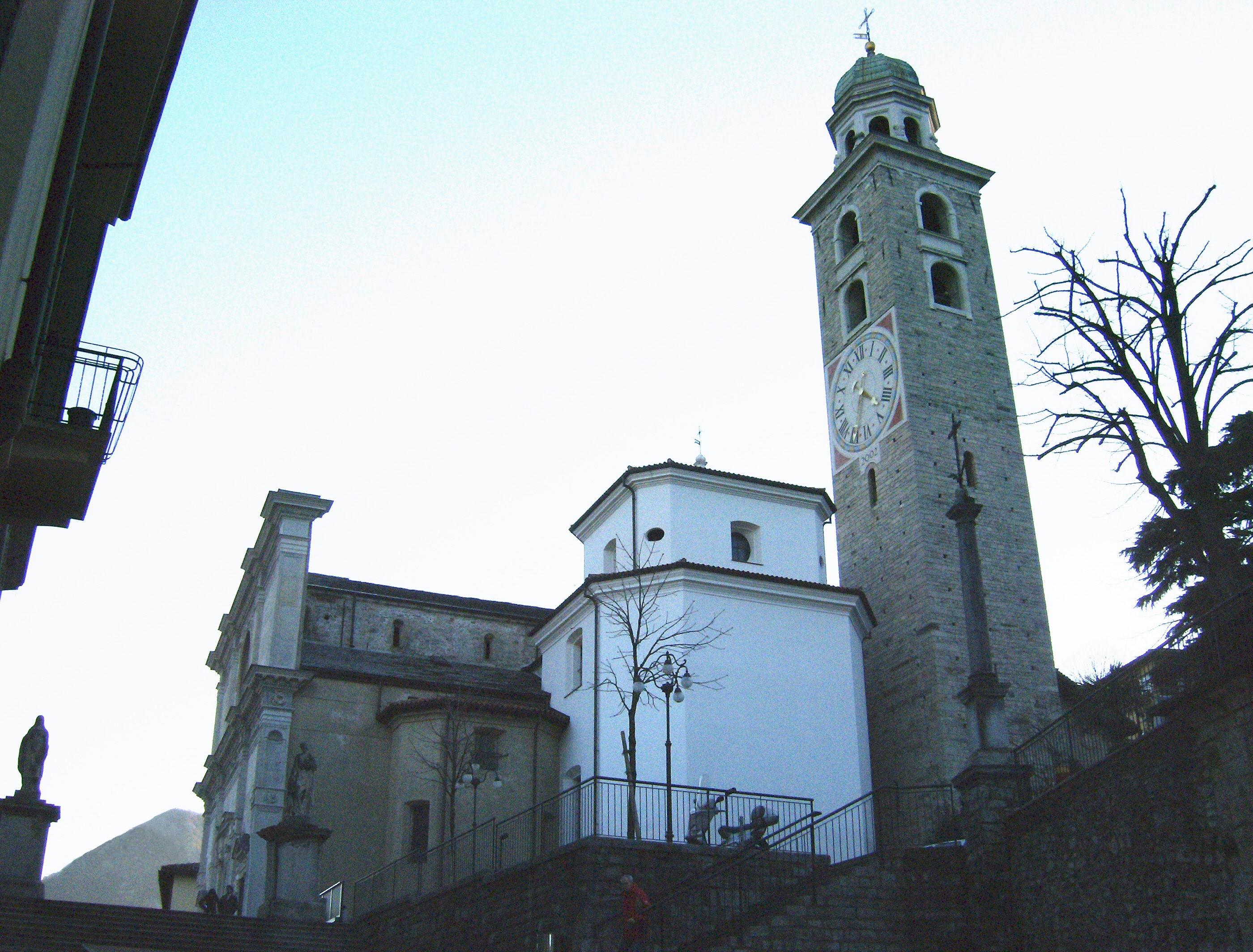
Exterior
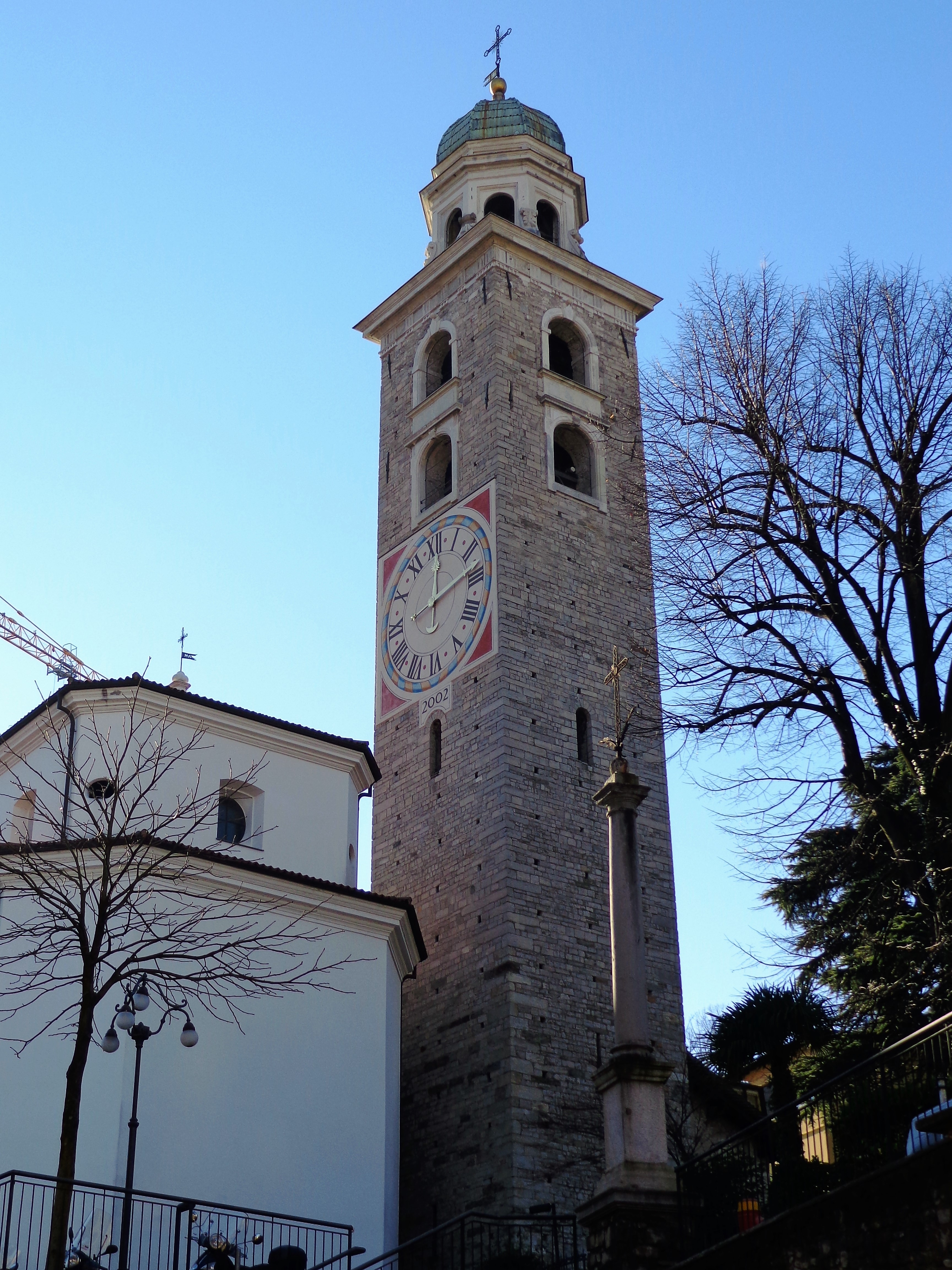
Torre campanario
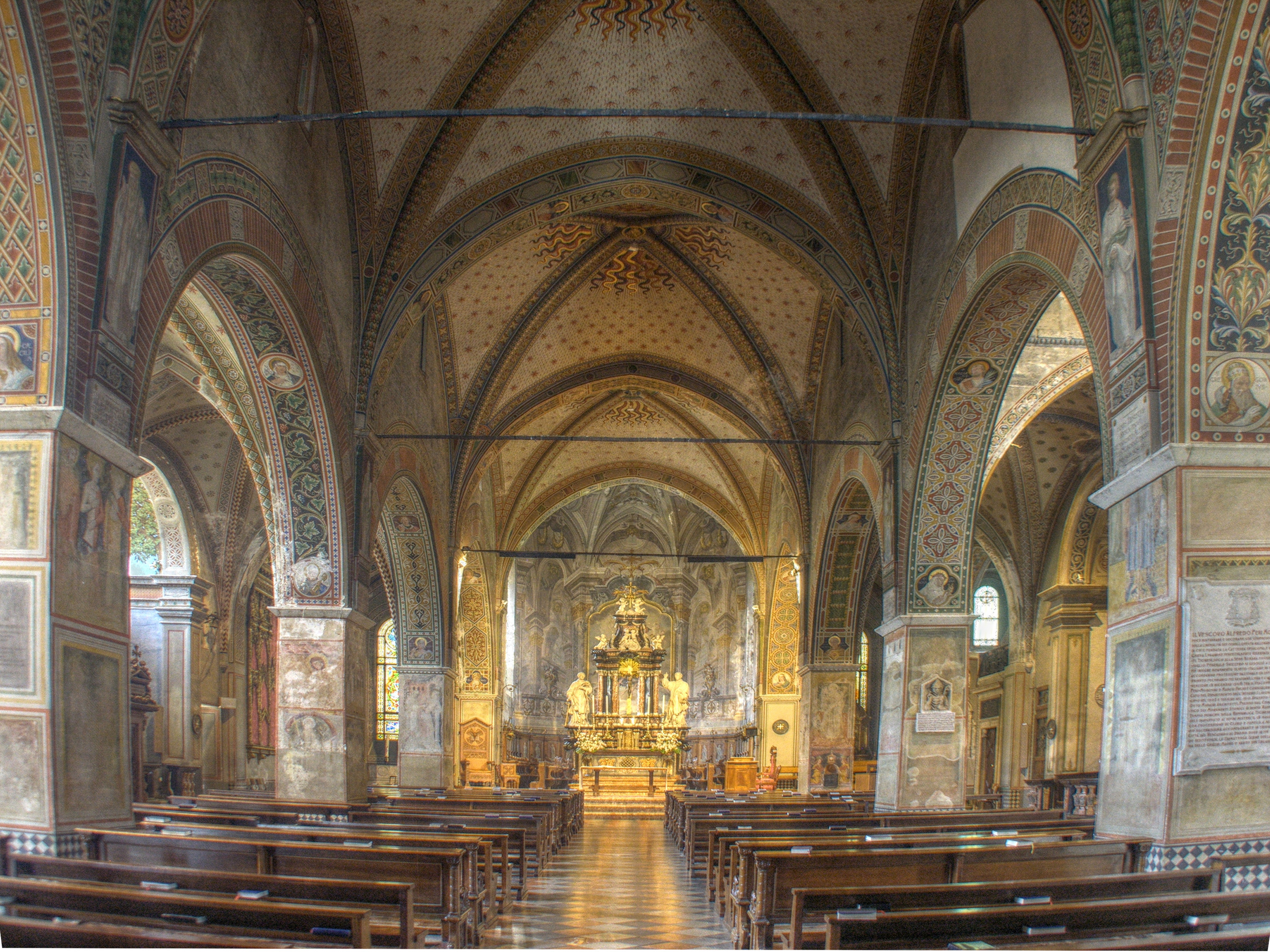
Interior de la nave